# ملا باسك
ملا باسك (بالكردية: مەلاباستەک) هي إحدى القرى التابعة لـمرغور في ريف قسم سيلوانه من مقاطعة أرومية، في محافظة أذربیجان الغربیة الإيرانية.

## السكان
حسب إحصاءات سنة 2006، بلغ إجمالي السكان في ملاباستك 492 نسمة وعدد المساكن 82 مسكن. لغة سكان ملاباستك هي اللغة الكردية و هم من أهل السنة والجماعة والمذهب الشافعي.